# Roz-sur-Couesnon
Roz-sur-Couesnon [ʁo syʁ kwenɔ̃] (bretonisch: Roz-an-Arvor) ist ein Dorf und eine Gemeinde mit 1.036 Einwohnern (Stand: 1. Januar 2022) im französischen Département Ille-et-Vilaine in der Region Bretagne. Die Gemeinde gehört zum Arrondissement Saint-Malo und zum Kanton Dol-de-Bretagne, ihre Einwohner werden Rozéens genannt.

## Geografie
Roz-sur-Couesnon liegt an der Küste des Ärmelkanals an der Grenze zum Département Manche in Sichtweite zum Mont Saint-Michel. Umgeben wird Roz-sur-Couesnon von den Nachbargemeinden Beauvoir im Nordosten und Osten, Saint-Georges-de-Gréhaigne im Osten und Südosten, Sains im Süden, Saint-Marcan im Westen sowie Saint-Broladre im Westen und Nordwesten.

## Bevölkerungsentwicklung
| Jahr                       | 1962 | 1968 | 1975 | 1982 | 1990 | 1999 | 2006 | 2012 | 2020 |
| Einwohner                  | 1211 | 1120 | 1006 | 953  | 921  | 952  | 994  | 1020 | 1000 |
| Quellen: Cassini und INSEE |      |      |      |      |      |      |      |      |      |

## Sehenswürdigkeiten

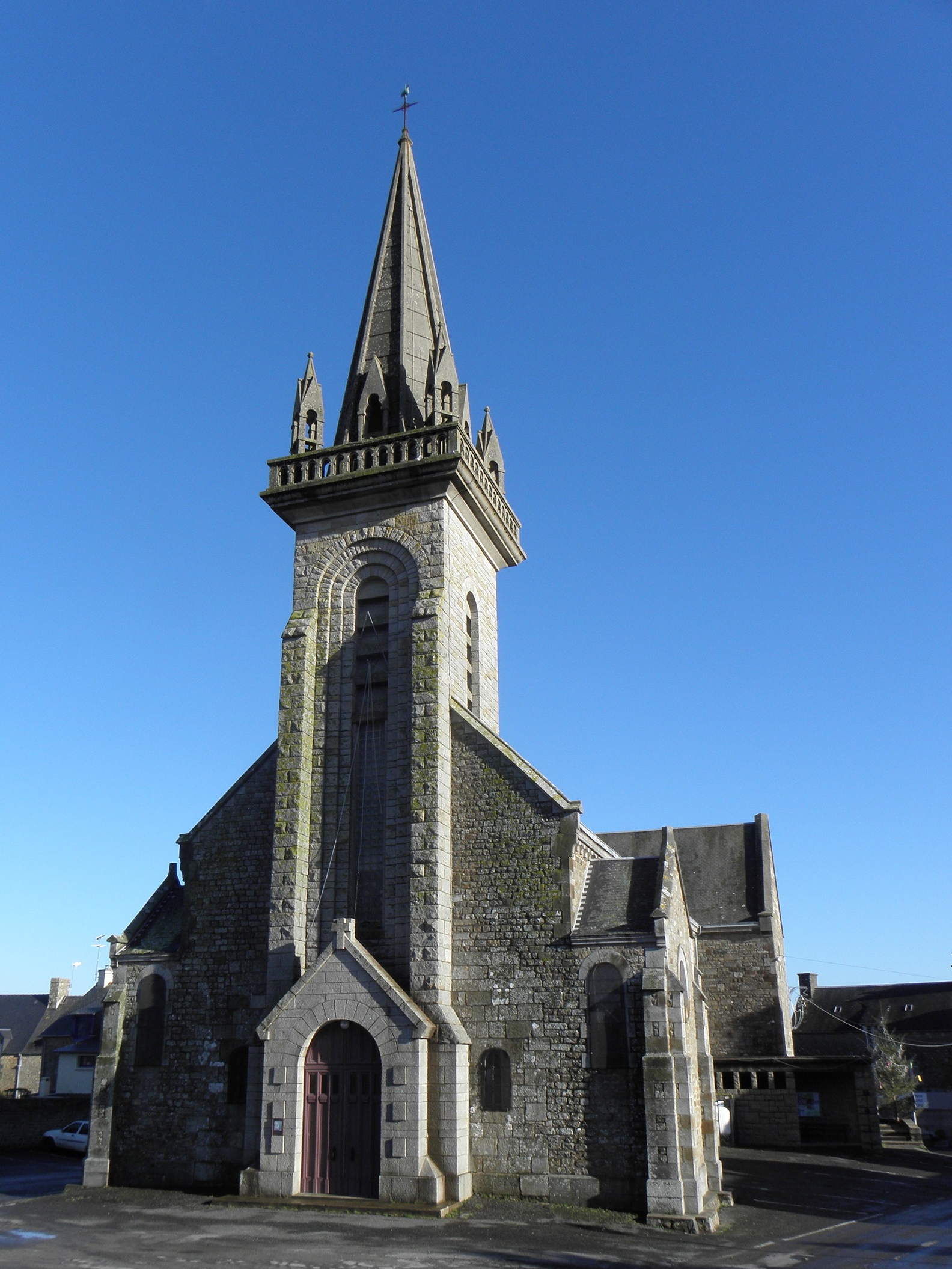
Kirche Saint-Martin
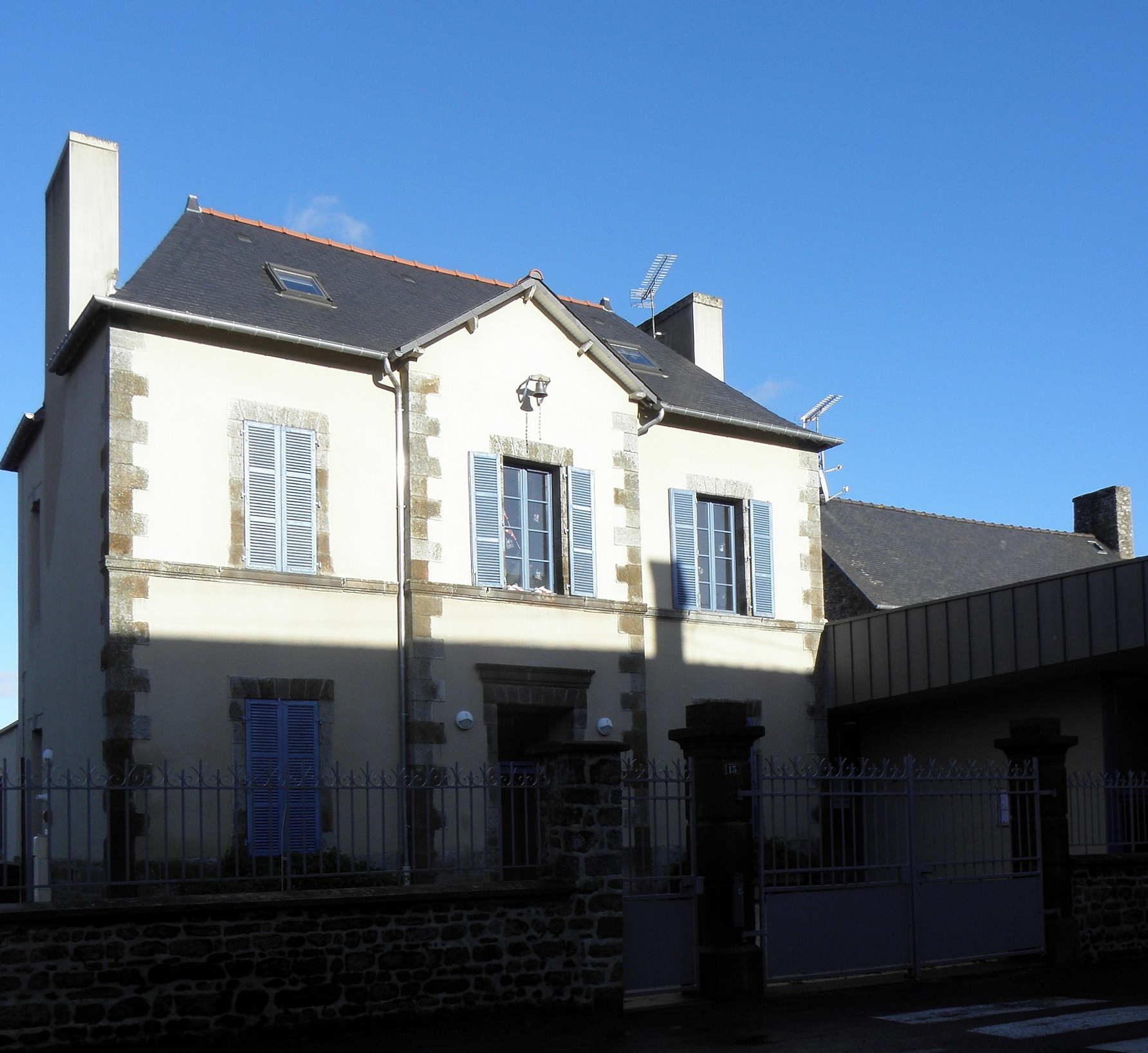
Schule
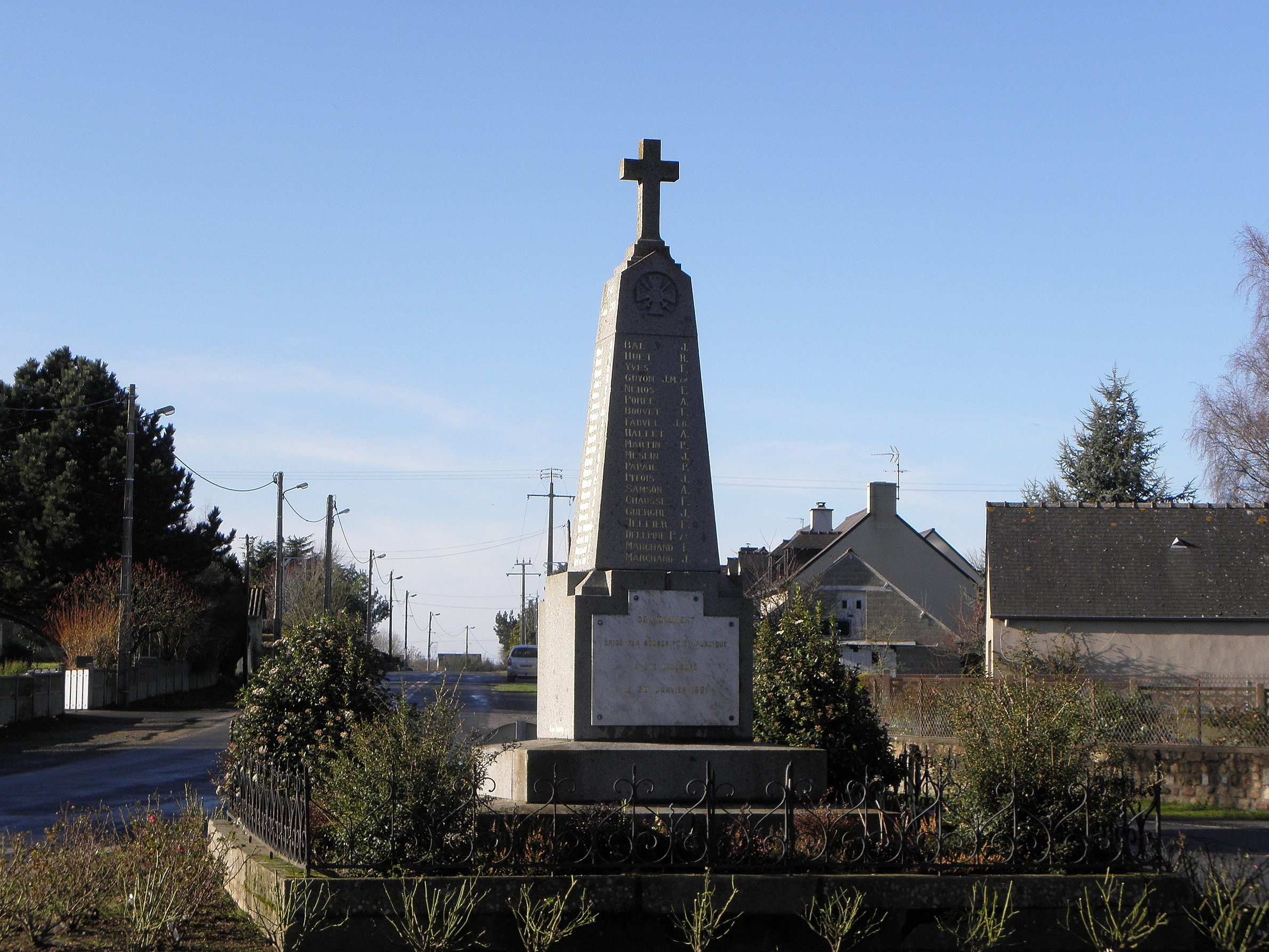
Gefallenendenkmal

- Wasserturm

- Kirche Saint-Martin
- Schule
- Gefallenendenkmal